# 第十一季超級籃球聯賽新人選秀會
2013年第11季SBL超級籃球聯賽新人選秀會為超級籃球聯賽（SBL）在第11季SBL開打之前舉辦的第7屆新人選秀會，於2013年8月28日舉行。本屆新人選秀會共有31人參與，最終有10人獲選，由呂奇旻成為選秀狀元。
2013年8月12日，内特·罗宾逊出席新秀訓練營，由黃鎮獲選為新秀訓練營MVP。8月23日，内特·罗宾逊出席新秀測試會，由余純安獲選為新秀測試會MVP。

## 選秀結果
| →           | 順序一 | 順序二 | 順序三 | 順序四 | 順序五 | 順序六 | 順序七 |
| [ 2 ] [ 3 ] | 台啤   | 金酒   | 臺銀   | 裕隆   | 達欣   | 台灣大 | 璞園   |
| ----------- | ------ | ------ | ------ | ------ | ------ | ------ | ------ |
| 第一輪      | 呂奇旻 | 李家瑞 | 余純安 | 胡凱翔 | 黃鎮   | 賴佳圻 | 放棄   |
| 第二輪      | 王皓吉 | 郭少傑 | 高健益 | 羅育紘 | 放棄   | 放棄   | 不適用 |
| 第三輪      | 放棄   | 放棄   | 放棄   | 放棄   | 不適用 | 不適用 | 不適用 |

## 選秀權交易
1. ↑  賴佳圻中選後被台灣大交易至台灣啤酒[3]。

## 參加名單
- 李維哲
- 施晉堯
- 胡凱翔
- 王皓吉
- 謝致成
- 李家瑞
- 鄭明峰
- 陶子安
- 洪維航
- 高健益
- 黃鎮
- 郭少傑
- 陳貴祥
- 張元欣
- 陳文宏
- 麥哲軒
- 余純安
- 李彥旻
- 伊皓恩
- 陳泓霖
- 賴佳圻
- 許富傑
- 劉志桓
- 翟振皓
- 江昇諭
- 李建霖
- 黃家偉
- 柯夫
- 羅育紘
- 呂奇旻
- 唐紹琦

參考資料：